# Philip Bialowitz
Philip Bialowitz, j. pol. Filip Białowicz (ur. 25 listopada 1929 w Izbicy, zm. 6 sierpnia 2016 w Delray Beach) – polski weteran II wojny światowej pochodzenia żydowskiego, były więzień obozu zagłady SS-Sonderkommando Sobibor i uczestnik powstania więźniów tego obozu, autor wspomnień z czasów Zagłady Żydów. Po wojnie osiadł w Stanach Zjednoczonych.

## Życiorys
Urodził się w Izbicy – typowym polskim sztetlu, nazywanym „żydowską stolicą” ze względu na przewagę ludności żydowskiej (ok. 90% mieszkańców w 1939), gdzie jego rodzice prowadzili garbarnię. W 1943 r. został wraz z rodziną deportowany do obozu zagłady w Sobiborze, gdzie do wybuchu powstania przebywał 6 miesięcy, angażując się wraz z bratem w tworzenie konspiracji. Uczestniczył w powstaniu więźniów, które wybuchło 14 października 1943. Do zakończenia wojny ukrywany był przez polską rodzinę Mazurków na wsi.

## Okres powojenny
Pod koniec wojny i krótko po jej zakończeniu do 15.06.1945 pracował jako cenzor w Powiatowym Oddziale Cenzury Wojennej w Zamościu. W czasie pracy w PUBP został też aresztowany pod zarzutem przynależności do AK i pobity podczas śledztwa. Do Urzędu Bezpieczeństwa trafił z rekomendacji Michała Goldberga (cenzor oddziału cenzury wojennej w Lublinie, przedwojenny przyjaciel Symchy Białowicza), a w ramach obowiązków służbowych na podstawie kontrolowanej korespondencji przygotowywał raporty dla NKWD oraz UB, które pomagały ustalać miejsca pobytu żołnierzy AK.  Autor książki wspomnieniowej pod tytułem A Promise at Sobibór: A Jewish Boy’s Story of Revolt and Survival in Nazi-Occupied Poland, przetłumaczonej na język polski przez Piotra Kowalika i wydanej nakładem Wydawnictwa „Nasza Księgarnia” pod tytułem Bunt w Sobiborze: opowieść o przetrwaniu w Polsce okupowanej przez Niemców (ISBN:9788310115829).
Mieszkał w Nowym Jorku. Podczas obchodów 70. rocznicy powstania w obozie zagłady w Sobiborze, w 2013 r., został przez prezydenta Rzeczypospolitej Polskiej Bronisława Komorowskiego odznaczony Krzyżem Oficerskim Orderu Zasługi Rzeczypospolitej Polskiej.